# Nicolás Federico López
Nicolás Federico López Alonso, más conocido como el Diente López (Montevideo, Uruguay; 1 de octubre de 1993) es un futbolista uruguayo que juega como delantero en el Club Nacional de Football, de la Primera División de Uruguay.
Un veloz delantero de perfil zurdo, López puede desempeñarse prácticamente en cualquier zona del ataque, siendo utilizado con más frecuencia como extremo por las bandas.

## Trayectoria

### Club Nacional de Football
Jugó en las divisiones inferiores del Club Nacional de Football de Uruguay. En abril de 2011 disputó la Punta Cup con el equipo juvenil de su club y se coronó goleador del torneo, con 12 goles en 7 partidos. La semana siguiente se lo convocó para jugar un partido por el equipo principal.
Con 17 años de edad, debutó en Primera División un domingo de Pascua (precisamente el 24 de abril de 2011), en la victoria 3:1 frente a Central Español en el Gran Parque Central. El técnico Juan Ramón Carrasco lo dispuso de titular, conformando el trío delantero junto a Tabaré Viudez y Bruno Fornaroli. López jugó los 90 minutos, y marcó el tercer gol del equipo, a los 62 minutos de juego.
Su segundo partido como profesional fue el 28 de mayo. Ingresó a los 67 minutos por Richard Porta, y marcó dos goles para la victoria 3:0 de Nacional sobre Defensor Sporting, día en que Nacional salió campeón del Torneo Clausura del 2011.

### Associazione Sportiva Roma

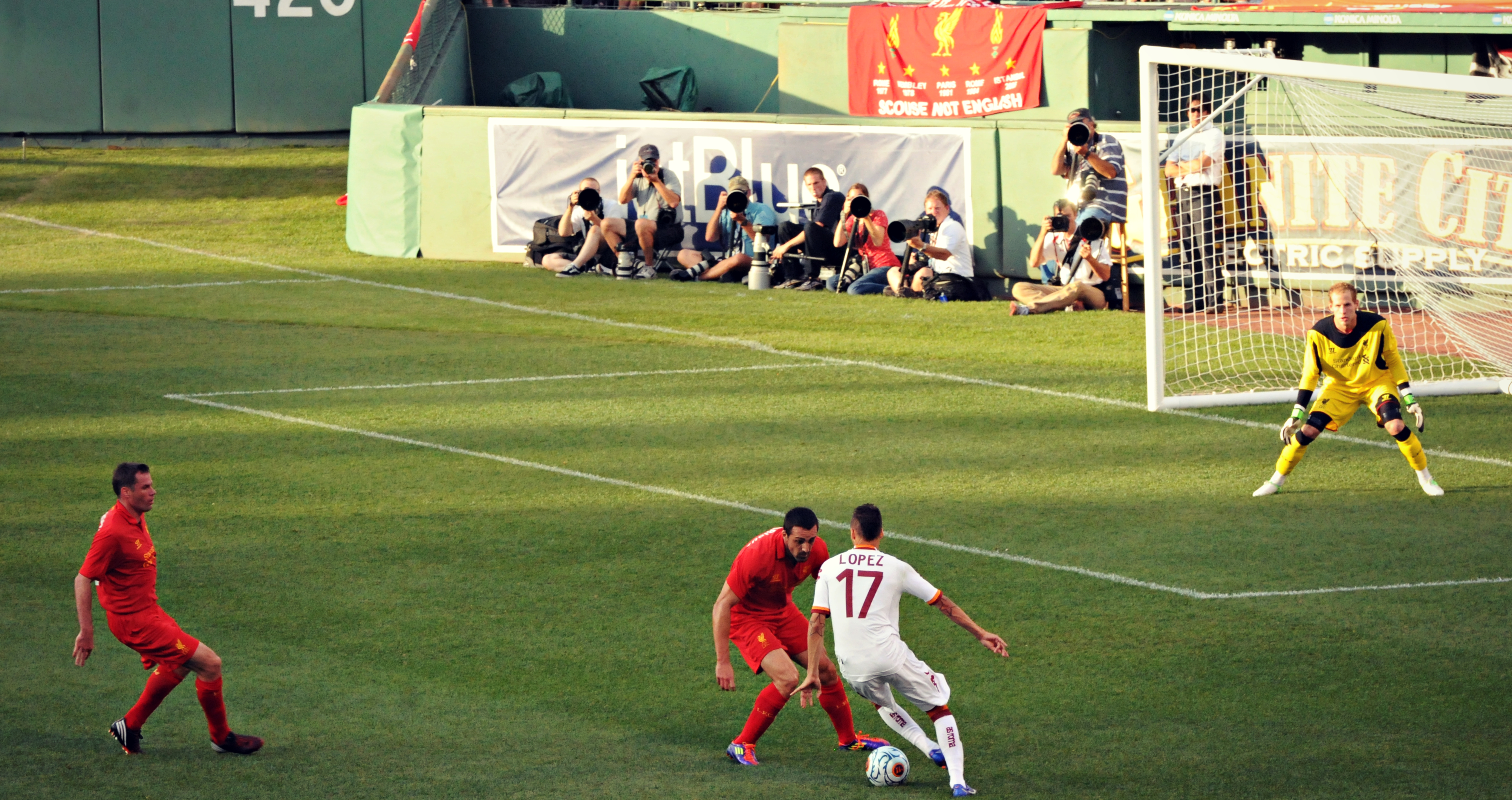
Nico López en un partido frente al Liverpool

En octubre de 2011 en un movimiento particular, el representante de futbolistas Pablo Betancur pagó la resición del jugador para llevarlo a la Roma. Esta salida generó una gran discusión dentro del fútbol uruguayo. El 11 de noviembre de 2011 se hace oficial su fichaje por el Roma.
El 26 de agosto de 2012 hizo su debut oficial en Serie A frente al Catania. Ingresó por Francesco Totti a 5 minutos del final con un resultado adverso de 1-2 para Catania. Cuando ya se cumplía un minuto de descuento, recoge un balón en el área y regatea a un defensa con un magnífico sombrero enganchando una buena volea para poner el empate el mismo día de su debut.

### Udinese Calcio
El 13 de julio de 2013 fue confirmada su cesión al Udinese perteneciente a la Serie A de Italia. convirtió su primer gol en el Udinese el 21 de diciembre de 2013 en un partido de liga frente al Livorno.

### Club Tigres de la UANL
El 9 de diciembre de 2019, se anunció que López ficharía con el Club Tigres de la Liga BBVA MX, por una transacción de aproximadamente 9 millones de dólares. Para el torneo mexicano Apertura 2021, bajo la dirección técnica de Miguel Herrera, López consiguió el campeonato de goleo, con nueve anotaciones.

### Tercer ciclo en el Club Nacional de Football
El 8 de agosto de 2024 se termina de cerrar el acuerdo entre la institución uruguaya y mexicana, y para la temporada 2024/25 el "Diente" López vuelve en su tercer ciclo al Club Nacional de Football. 

## Estadísticas

### Clubes
Actualizado hasta su último partido disputado el 2 de agosto de 2025.
| Club                         | Div.          | Temporada     | Liga  | Liga  | Liga   | Copas nacionales | Copas nacionales | Copas nacionales | Torneos internacionales | Torneos internacionales | Torneos internacionales | Total | Total | Total  |
| Club                         | Div.          | Temporada     | Part. | Goles | Asist. | Part.            | Goles            | Asist.           | Part.                   | Goles                   | Asist.                  | Part. | Goles | Asist. |
| ---------------------------- | ------------- | ------------- | ----- | ----- | ------ | ---------------- | ---------------- | ---------------- | ----------------------- | ----------------------- | ----------------------- | ----- | ----- | ------ |
| C. Nacional de F. · Uruguay  | 1.ª           | C-2011        | 4     | 3     | 0      | —                | —                | —                | —                       | —                       | —                       | 4     | 3     | 0      |
| C. Nacional de F. · Uruguay  | 1.ª           | A-2011        | 2     | 0     | 0      | —                | —                | —                | —                       | —                       | —                       | 2     | 0     | 0      |
| A. S. Roma · Italia          | 1.ª           | 2012-13       | 6     | 1     | 0      | 1                | 0                | 0                | —                       | —                       | —                       | 7     | 1     | 0      |
| A. S. Roma · Italia          | Total club    | Total club    | 6     | 1     | 0      | 1                | 0                | 0                | 0                       | 0                       | 0                       | 7     | 1     | 0      |
| Udinese Calcio · Italia      | 1.ª           | 2013-14       | 21    | 2     | 0      | 4                | 1                | 1                | 1                       | 0                       | 0                       | 26    | 3     | 1      |
| Udinese Calcio · Italia      | 1.ª           | 2014-15       | —     | —     | —      | 1                | 0                | 0                | —                       | —                       | —                       | 1     | 0     | 0      |
| Udinese Calcio · Italia      | Total club    | Total club    | 21    | 2     | 0      | 5                | 1                | 1                | 1                       | 0                       | 0                       | 27    | 3     | 1      |
| Hellas Verona F. C. · Italia | 1.ª           | 2014-15       | 23    | 5     | 2      | 2                | 0                | 0                | —                       | —                       | —                       | 25    | 5     | 2      |
| Hellas Verona F. C. · Italia | Total club    | Total club    | 23    | 5     | 2      | 2                | 0                | 0                | 0                       | 0                       | 0                       | 25    | 5     | 2      |
| Granada C. F. · España       | 1.ª           | 2015-16       | 8     | 0     | 0      | 2                | 0                | 0                | —                       | —                       | —                       | 10    | 0     | 0      |
| Granada C. F. · España       | Total club    | Total club    | 8     | 0     | 0      | 2                | 0                | 0                | 0                       | 0                       | 0                       | 10    | 0     | 0      |
| C. Nacional de F. · Uruguay  | 1.ª           | C-2016        | 12    | 7     | 2      | —                | —                | —                | 9                       | 4                       | 1                       | 21    | 11    | 3      |
| S. C. Internacional · Brasil | 1.ª           | 2016          | 12    | 0     | 1      | 2                | 1                | 0                | —                       | —                       | —                       | 14    | 1     | 1      |
| S. C. Internacional · Brasil | 2.ª           | 2017          | 32    | 9     | 2      | 21               | 8                | 1                | —                       | —                       | —                       | 53    | 17    | 3      |
| S. C. Internacional · Brasil | 1.ª           | 2018          | 35    | 11    | 6      | 15               | 3                | 0                | —                       | —                       | —                       | 50    | 14    | 6      |
| S. C. Internacional · Brasil | 1.ª           | 2019          | 25    | 1     | 3      | 16               | 4                | 2                | 10                      | 3                       | 3                       | 51    | 8     | 8      |
| S. C. Internacional · Brasil | Total club    | Total club    | 104   | 21    | 12     | 54               | 16               | 3                | 10                      | 3                       | 3                       | 168   | 40    | 18     |
| Tigres de la UANL · México   | 1.ª           | C-2020        | 4     | 0     | 0      | —                | —                | —                | 4                       | 0                       | 1                       | 8     | 0     | 1      |
| Tigres de la UANL · México   | 1.ª           | 2020-21       | 24    | 12    | 2      | —                | —                | —                | —                       | —                       | —                       | 24    | 12    | 2      |
| Tigres de la UANL · México   | 1.ª           | 2021-22       | 32    | 11    | 4      | —                | —                | —                | —                       | —                       | —                       | 32    | 11    | 4      |
| Tigres de la UANL · México   | 1.ª           | 2022-23       | 28    | 3     | 3      | 1                | 0                | 0                | 2                       | 0                       | 0                       | 31    | 3     | 3      |
| Tigres de la UANL · México   | 1.ª           | A-2023        | 3     | 0     | 0      | —                | —                | —                | 1                       | 0                       | 1                       | 4     | 0     | 1      |
| Tigres de la UANL · México   | Total club    | Total club    | 91    | 26    | 9      | 1                | 0                | 0                | 7                       | 0                       | 2                       | 99    | 26    | 11     |
| Club León · México           | 1.ª           | 2023-24       | 29    | 6     | 1      | —                | —                | —                | 1                       | 0                       | 0                       | 30    | 6     | 1      |
| Club León · México           | Total club    | Total club    | 29    | 6     | 1      | 0                | 0                | 0                | 1                       | 0                       | 0                       | 30    | 6     | 1      |
| C. Nacional de F. · Uruguay  | 1.ª           | 2024          | 15    | 11    | 4      | 1                | 1                | 1                | 2                       | 0                       | 0                       | 18    | 12    | 5      |
| C. Nacional de F. · Uruguay  | 1.ª           | 2025          | 21    | 16    | 3      | 1                | 1                | 1                | 5                       | 1                       | 0                       | 27    | 18    | 4      |
| C. Nacional de F. · Uruguay  | Total club    | Total club    | 54    | 37    | 9      | 2                | 2                | 2                | 16                      | 5                       | 1                       | 72    | 44    | 12     |
| Total carrera                | Total carrera | Total carrera | 336   | 98    | 33     | 67               | 19               | 6                | 35                      | 8                       | 6                       | 438   | 125   | 45     |
| 1. 2.                        |               |               |       |       |        |                  |                  |                  |                         |                         |                         |       |       |        |

## Palmarés

### Campeonatos regionales
| Título        | Club                | Estado             | Año  |
| ------------- | ------------------- | ------------------ | ---- |
| Recopa Gaúcha | S. C. Internacional | Río Grande del Sur | 2017 |

### Títulos nacionales
| Título               | Club              | País    | Año     |
| -------------------- | ----------------- | ------- | ------- |
| Primera División     | C. Nacional de F. | Uruguay | C-2011  |
| Campeonato Uruguayo  | C. Nacional de F. | Uruguay | 2010-11 |
| Primera División     | C. Nacional de F. | Uruguay | A-2011  |
| Campeonato Uruguayo  | C. Nacional de F. | Uruguay | 2011-12 |
| Primera División     | Tigres de la UANL | México  | C-2023  |
| Campeón de Campeones | Tigres de la UANL | México  | 2022-23 |
| Torneo Intermedio    | C. Nacional de F. | Uruguay | 2024    |
| Supercopa Uruguaya   | C. Nacional de F. | Uruguay | 2025    |

### Títulos internacionales
| Título                           | Club              | Sede    | Año  |
| -------------------------------- | ----------------- | ------- | ---- |
| Liga de Campeones de la Concacaf | Tigres de la UANL | Orlando | 2020 |

### Distinciones individuales
| Distinción                                                 | Año  |
| ---------------------------------------------------------- | ---- |
| Máximo goleador del Sudamericano Sub-20 (6 goles)          | 2013 |
| Balón de Plata en la Copa Mundial Sub-20                   | 2013 |
| Máximo goleador del Torneo Apertura (9 goles) (compartido) | 2021 |